# Möhnesee
Möhnesee település Németországban, azon belül Észak-Rajna-Vesztfália tartományban. Lakosainak száma 12 106 fő (2023. december 31.). Möhnesee Arnsberg és Ense községekkel határos.

## Népesség
A település népességének változása:
| Lakosok száma | 8642 | 11 608 | 11 567 | 11 620 | 11 852 | 11 869 | 12 106 |
|               | 1975 | 2015   | 2017   | 2019   | 2021   | 2022   | 2023   |